# Crematogaster obscurata
Crematogaster obscurata es una especie de hormiga acróbata del género Crematogaster, categorizada en la tribu Crematogastrini, de la subfamilia Myrmicinae. Fue descrita por Emery en 1895.

## Distribución
Se distribuye por América: Belice, Brasil, Colombia, Costa Rica, El Salvador, Guatemala, Honduras, México, Panamá, Estados Unidos y Venezuela.

## Hábitat
Habita en bosques secos, jardines, en nidos y debajo de piedras. Se ha encontrado a elevaciones de 5-500 m s. n. m.